# Lunov magnus strip
Lunov magnus strip (skr. LMS) je bila strip edicija koja je izlazila u Jugoslaviji. Prvi broj stripa izašao je u martu 1968. godine. Izdavač je bio Dnevnik iz Novog Sada. Strip je izlazio do 1993. godine, zaključno sa 997. brojem.

## Istorija
Prvi broj Lunovog magnus stripa izašao je u martu 1968. godine, dva meseca nakon prvog broja Zlatne serije (januar 1968). U početku je izgledao kao specijalno izdanje svog prethodnika jer su u njemu izlazili isti junaci, samo na većem formatu. Prvi broj je sadržavao i tekstualne priloge, uključujući i kompletan roman o Lunu kralju ponoći, u to vreme veoma popularnom junaku koji je pod pseudonimom Frederik Ešton pisao Mitar Milošević, jedan od urednika stripa. Pretpostavlja se da je tada bilo u planu da se u LMS redovno izdaju epizode ovog junaka i da je jednim delom edicija po njemu dobila ime (Lunov), a da reč magnus (lat. veliki) označava veliki format stripa. Ipak, samo prva četiri broja izašla su u velikom formatu, da bi format nakon toga bio promenjen u format Zlatne serije. LMS je prve dve godine izlazio ređe, otprilike jedan broj na šest brojeva Zlatne serije. Kako su obe edicije počele da izlaze na istom formatu i da objavljuju iste junake, čitaoci su ih često poistovećivali.

## Način izdavanja stripova
Izgleda kao da u prvim godinama izlaženja Dnevnik nije imao definisanu strategiju u izdavanju različitih junaka. Stripovi nisu imali određeni redosled izlaženja, a pojedine epizode često nisu bile celovite (iz stripova bi se izbacivale pojedine originalne stranice). Današnji strip kolekcionari imaju zamerke na ova izdanja, kao što su kvalitet papira i poveza, deljenje priča na više svezaka i nepridržavanje hronologije u odnosu na originalne stripove. Najveća zamerka uglavnom je izbacivanje originalnih stranica. Stripovi su često bili cenzurisani. Sličice sa ideološkim i verskim obeležjima bile su retuširane. Ponekad bi se izbacivali i noževi, pa čak i vampiri. Vremenom, redosled i ritam izlaženja se stabilizovao i broj grešaka se smanjivao.
U početku su sveske izlazile sporadično (1968-1970). Potom jednom, pa dva puta mesečno (1971-1974), da bi se od 1975. godine dinamika izlaženja stabilizovala na jednu svesku nedelju, koja se obično na kioscima pojavljivala petkom.

## Naslovne strane
Osim retuširanja i docrtavanja originalnih naslovnih strana, urednici su u početku pravili kolaže od više originalnih naslovnica ili pak od kadrova iz epizode (LMS-460, LMS-481). Dešavalo se i da uz neku epizodu izađe naslovnica neke druge epizode. Drastičniji primeri su da se dešavalo da čak izađe naslovnica nekog drugog junaka, a nekada bi se ista naslovna strana upotrebila za dve različite epizode (npr. LMS 78 — Okrutni Ramok i LMS 94 — Ranjeni jelen). Kako su originalne epizode često cepkane u odnosu na izvornik, pojavljivao bi se manjak originalnih naslovnih strana. U tom slučaju bi izrada bivala prepuštena lokalnim novosadskim autorima.

## Poslednje godine
U vreme raspada SFRJ, Dnevnikovi stripovi su, kao i ostala srpska izdanja, prestali da se pojavljuju u zapadnim delovima ove bivše republike. Zbog drastično smanjenog tržišta, međunarodnih sankcija i hiperinflacije došlo je i do drastičnog opadanja tiraža, kome je doprinela i nestašica papira. Svi ti stripovi koji nisu izašli u bivšim jugoslovenskim republikama (u Hrvatskoj poznati kao neobjavljeni) danas su teško nabavljivi i među kolekcionarima dostižu relativno visoke cene.

## Glavni strip junaci
U LMS su se u početku, između ostalih, pojavljivali Zagor i Teks Viler— junaci koji se danas vezuju za Zlatnu seriju, da bi nakon 127. broja prestali da se pojavljuju u ovom izdanju. Nakon ovog broja najčešće objavljivani junaci bili su Veliki Blek, Kit Teler, Mister No i Ken Parker. Od ostalih junaka objavljivani su Kočiz, Bil Adams, Tim i Dasti, Zoro i Džudas.
Glavni LMS strip junaci (izlazili praktično do kraja serijala):
- Kit Teler (1970)
- Veliki Blek (1974)
- Ken Parker (1978)
- Mister No (1982)

Sporedni junaci (kasnije se preselili u Zlatnu seriju ili se više nisu nigde objavljivali):
- Teks Viler (1968-1973)
- Zagor (1969-1974)
- Džudas (1980-1982)
- Karabina Slim (1977-1978)
- Tim i Dasti (1970-1972, 1979-1980)
- Kočiz (1971)
- Zoro (1974)
- Bil Adams (1972, 1979-1980, 1991-1993)

## Urednici
Sve do 207. broja Zlatne serije i stotog broja Lunovog magnus stripa za ove edicije se navodio samo odgovorni urednik (Mitar Milošević do 78. broja Zlatne serije i 29. broja Lunovog magnus stripa, a nakon njega Dušan Stanojev, uz informaciju da brojeve uređuje kolegijum). Nakon toga kao urednici izdanja navode se Sreten Drašković, Milica Korošec, Dušan Stanojev i Olivera Kovačević.

## Dnevnikov pokušaj obnavljanja LMS
Sa obnovom LMS-a pokušalo se 1996. godine (isto kao i sa Strip zabavnikom i Zlatne serije). Izašlo je pet brojeva, kao i dva specijalna broja Zlatne serije – klasici u stripu. Urednica je bila Mirjana Zamurović.

## Golcondin pokušaj obnavljanja LMS
Ponovo pokretanje LMS pokušala je izdavačka kuća Golconda sa idejom da se nastavi tamo gde se stalo 1993. godine, kada je izašla epizoda Medeni mesec (#997). Ona je 2. juna 2022. kao br. 999 objavila epizodu Velikog Bleka pod nazivom Kavez.

## Vrednost epizoda LMS na tržištu polovnih stripova
Starije epizode LMS, pogotovo ako su dobro očuvane, na tržištu polovnih stripova mogu da dostignu cene od najmanje 100-200 € po komadu. Najviše do sada zabeležena realizovana cena polovnog Zagorovog stripa Blago crvene planine (LMS-4) iznosi 4.200 € na aukciji.

## Napomene
1. ↑  Korišćena literatura piše svaku reč u nazivu velikim početnom slovom.

## Spoljašnje veze
- Naslovne strane LMS — brojevi od 1-500 i brojevi od 501-997